# Ā
Ā (gemenform: ā) är den latinska bokstaven A med ett streck över. Ā används i bland annat lettiska, žemaitiska, māori, kinesisk pinyin och japanska då det skrivs med latinsk skrift (rōmaji). I de flesta språk uttalas Ā som ett långt a-ljud, utom i pinyin där den indikerar ett [a] med hög ton.